# Канде
Канде (фр. Candé) насеље је и општина у западној Француској у региону Лоара, у департману Мен и Лоара која припада префектури Сегре.
По подацима из 2011. године у општини је живело 2885 становника, а густина насељености је износила 587,58 становника/km². Општина се простире на површини од 4,91 km². Налази се на средњој надморској висини од 43 метара (максималној 67 m, а минималној 32 m).

## Демографија
| 1962. | 1968. | 1975. | 1982. | 1990. | 1999. | 2011. |
| ----- | ----- | ----- | ----- | ----- | ----- | ----- |
| 2.355 | 2.444 | 2.664 | 2.653 | 2.542 | 2.595 | 2.885 |

График промене броја становника у току последњих година